# 豊辺新作
豊辺 新作（とよべ しんさく、1862年6月23日（文久2年5月26日） - 1927年（昭和2年）3月22日）は、日本の陸軍軍人。日清戦争で鳳凰城攻略一番乗りを果たし、日露戦争では沈旦堡を死守した騎兵将校である。最終階級は陸軍中将。

## 生涯

### 陸軍軍人
豊辺は長岡洋学校、陸軍幼年学校を経て1882年（明治15年）に陸軍士官学校を卒業した、旧5期生の一人である。騎兵第一大隊附、教導団騎兵中隊小隊長、三本木軍馬補充部勤務を経て騎兵第五大隊第一中隊長として日清戦争に出征する。平素の豊辺は周囲に無能と思われており、大尉に進級したものの、予備役入りは近いと考えられていた。しかし豊辺は実戦においてその評価を一変させる。

#### 日清戦争
騎兵偵察
騎兵第五大隊第一中隊は大島義昌が率いる第九旅団に属したが、この旅団は日清の開戦に備えて最初に動員された部隊であり、仁川に上陸し1894年（明治27年）7月25日に行動を開始する。その翌日、豊辺は偵察を命じられ水原から出撃した。30km南方の七原を拠点に情報収集を行い、敵が所在すると目された牙山へ向かった際に遭遇戦となる。これが日清間の緒戦であった。翌日も偵察活動を続け、清軍が牙山から成歓に向かったことを突き止め、成歓の戦いにつながった。豊辺の偵察行動は極めて適切と評せられ、田村怡与造の信頼を得る。
鳳凰城一番乗り
10月29日、豊辺は2個小隊を率いて鳳凰城に向かう。守備兵が城に火をかけたため、豊辺は撤退と判断し城内に突入した。この際小規模ではあるが戦闘を交えている。この鳳凰城の攻撃には1個師団以上の兵力が準備されていたが、豊辺部隊は51名で占領に成功した。戦後、少佐へ進級。

#### 日露戦争
教導団騎兵隊長、騎兵第九連隊長を経て1901年（明治34年）に騎兵第十四連隊長に補され、在職のまま日露戦争へ出征する。この連隊は騎兵第一旅団に属し、旅団長は秋山好古である。秋山麾下の部隊は秋山支隊と呼ばれ、世界最強といわれたロシア軍のコサック騎兵に対抗すべく編成された。豊辺は秋山麾下として曲家店の戦いなど連戦するが、最大の難戦が黒溝台会戦における沈旦堡の戦いであった。
沈旦堡の戦い
1905年（明治38年）1月23日、ロシア第二満州軍司令官グリッペンベルク大将は約96000人の兵力をもって日本軍左翼への攻勢を下令する。大将は第一軍団（2個師団）による黒溝台奪取、その後第八軍団（2個師団）による沈旦堡攻略を指示していた。日本満洲軍総司令部は、駐ドイツ公使館附武官の大井菊太郎の通報、豊辺支隊が得た俘虜情報などによりロシア軍攻勢の前兆を得ていたが、「厳寒厳雪の最中であって大兵団の活動至難」、「局部的活躍」と判断していた。25日に黒溝台への攻勢が開始されると、第八師団（師団長立見尚文）を救援に差し向けたが、由比光衛第八師団参謀長はいったん黒溝台を放棄してロシア軍を東方で迎撃する作戦を立案し、総司令部の同意を得る。ロシア軍は命令によって撤退した種田支隊が守備していた黒溝台を奪取し、進撃を停止する。日本軍の意図は外れ第八師団は黒溝台の奪取を図ったが、ロシア軍に包囲され苦戦に陥る。ロシア軍の攻勢が大兵力であることを知った総司令部は狼狽し、第二師団、第五師団さらに第三師団を増援に差し向ける。
1月26日、グリッペンベルグ大将は第八軍団に1個旅団を加えた兵力で沈旦堡への攻撃を開始する。この沈旦堡を守備していたのが豊辺支隊であった。兵力は騎兵2個連隊、騎砲中隊、歩兵1個大隊、工兵1個中隊などで、機関銃を3挺有していた。豊辺は沈旦堡周辺の小樹子に歩兵1個中隊、北台子に騎兵1個小隊、小台子に歩兵1個小隊、工兵1個中隊、騎兵1個中隊を配し、自らは残りの兵力で沈旦堡を守備した。ロシア軍の攻撃は砲撃で始まり、豊辺支隊は「人馬死傷続出」となり、北台子、小樹子、また沈旦堡西南部落の守備隊は退却したが、攻撃にあたったロシア軍の3個連隊はそれぞれ小樹子、西南部落を沈旦堡と誤認し、占領報告を送っている。夕刻には歩兵第三十三連隊から歩兵2個大隊、砲兵1個中隊が到着した。夜は雪であった。1月27日、前日の沈旦堡攻略が誤報であったことを知ったロシア軍に混乱が生じ、沈旦堡への攻撃は緩んだ。1月28日には第2師団、第5師団も加わって、臨時立見軍（指揮官立見尚文）は攻勢に転じた。この夜、ロシア満洲軍総司令官クロパトキン大将は退却命令を発し、日本軍にとって「日露戦争最大の危機」であった黒溝台会戦は終結した。
豊辺支隊の沈旦堡死守は、日本軍反撃の支牚となり、日本軍を崩壊の危機から救ったのである。晩年、沈旦堡を守った秘訣を聞かれた豊辺は「ただ苦しいのを我慢しただけ」と答えたが、さらに部下を辛抱させる方法を問われ、「平素苦楽を共にする」と答えたという。

#### その後
1908年（明治41年）に樺太守備隊司令官に就任し、約1年在任。在職中に少将へ昇進している。この職位のほかは騎兵実施学校長（大佐）、騎兵第四旅団長（少将）と騎兵関係の配置であった。最後に騎兵監を務めるが、この際豊辺は親任官の待遇を受けた。1913年（大正2年）に中将へ進級、予備役入りは1918年（大正7年）である。従三位 勲二等 功三級 に叙されている。墓所は多磨霊園。

### 長岡藩士・豊辺家
豊辺の父は越後長岡藩藩士豊辺陳善である。豊辺家は禄高八十石で、陳善は藩主側役の地位にあった。豊辺は上京後小林虎三郎家に寄宿している。豊辺は豊辺家の長男であり、弟は米国へ渡り農業に従事。姉は小西信八夫人である。妻は宮崎県高鍋在住の士族矢野氏の娘で、二男三女に恵まれた。次女は岸本鹿子治に嫁ぐ。岸本は魚雷の専門家で、酸素魚雷、甲標的の開発に功績を挙げるが、この甲標的は真珠湾攻撃に投入された。連合艦隊司令長官は長岡藩家老山本義路の家を継いだ山本五十六である。
豊辺の祖父である豊辺半蔵は河井家の出身で、半蔵の兄が四代目の河井代右衛門である。この代右衛門の子が長岡藩家老河井継之助であった。

## 栄典
位階
- 1892年（明治25年）1月12日 - 正七位[14]
- 1913年（大正2年）1月30日 - 従四位[15]

勲章等
- 1895年（明治28年）10月18日 - 勲五等双光旭日章・功五級金鵄勲章[16]
- 1914年（大正3年）5月16日 - 勲二等瑞宝章[17]
- 1915年（大正4年）
  - 11月7日 - 大正三四年従軍記章[18]
  - 11月10日 - 大礼記念章（大正）[19]

## 関連資料
- 萌黄会編 『騎兵太平記』No16 田中賢一「秋山好古と豊辺新作」（筆者は騎兵将校、陸士52期）